# 普鲁廷
普鲁廷是德国巴伐利亚州的一个市镇。总面积16.23平方公里，总人口2547人，其中男性1253人，女性1294人（2011年12月31日），人口密度157人/平方公里。